# 鳥海ダム
鳥海ダム（ちょうかいダム）は、秋田県由利本荘市を流れる一級水系子吉川水系子吉川に国土交通省東北地方整備局が建設中のダムである。

## 概要
子吉川は、古来よりたびたび洪水を引き起こし、沿川地域に大きな被害をもたらした。その原因は川の長さが短いのに対して高低差が大きく、河床勾配が急なため、降った雨が一気に流れ出ることにあり、近年でも多くの洪水が発生している。そのため、昭和22年7月、昭和30年6月、昭和44年7月などの洪水を契機に、昭和46年4月に直轄事業として改修事業に着手した。しかし、その後も洪水は相次ぎ子吉川水系工事実施基本計画が改訂され鳥海ダムの建設が計画された。
なお、完成は2032年を予定している。